# Alimentationsprinzip
Das Alimentationsprinzip zählt im deutschen Beamtenrecht zu den hergebrachten Grundsätzen des Berufsbeamtentums (vgl. Art. 33 Abs. 5 Grundgesetz (GG)). 
Die zugrunde liegende Alimentationstheorie ist die Theorie, wonach ein Beamter im Unterschied zu einem Arbeitnehmer kein Entgelt für eine Leistung, sondern im Gegenzug für seine Dienste eine Alimentation durch den Staat erhält.

## Bedeutung
Der Dienstherr ist verpflichtet, Beamte und ihren Familien während des aktiven Dienstes, bei Invalidität und im Alter die Mittel für einen Lebensunterhalt zur Verfügung zu stellen, der nach dem Dienstrang und ihrer Qualifikation, nach der mit ihrem Amt verbundenen Verantwortung und nach der Bedeutung des Berufsbeamtentums für die Allgemeinheit angemessen ist. Die verfassungsgemäße Höhe des jährlichen Nettoeinkommens des Beamten hängt von der Entwicklung der allgemeinen wirtschaftlichen und finanziellen Verhältnisse ab. Die Pflicht zur Gewährung eines amtsangemessenen Lebensunterhalts erstreckt sich auch auf besondere Belastungssituationen wie Krankheit oder Pflegebedürftigkeit, die mit der Regelalimentation finanziell nicht zu bewältigen sind.
Die Alimentation begründet sich aus dem Treueverhältnis des Beamten gegenüber dem Staat und soll ihm die angemessene Amtsführung ohne wirtschaftliche Schwierigkeiten ermöglichen, die sein Amt erfordert. Der Lebensunterhalt des Beamten und seiner Familie soll dabei auf das Amt bezogen und angemessen sein. Auf diese Weise soll unter anderem die Anfälligkeit für Korruption und Bestechung minimiert werden. Das Alimentationsprinzip umfasst nicht Beihilfen im Krankheitsfall. Werden solche Leistungen eingeschränkt, kann im Rechtswege nicht deren Beibehaltung verlangt, sondern nur die Feststellung erstrebt werden, die Alimentation als solche sei dadurch nicht mehr ausreichend.
Der Staat hat einen großen Spielraum bei der Beurteilung der Angemessenheit der Bezüge, sofern die erforderliche Ausbildung vorhanden ist. Außerdem muss nach der Rechtsprechung des Bundesverfassungsgerichts das Alimentationsprinzip den jeweiligen Zeitverhältnissen anzupassen sein. Bei der Bemessung der Bezüge wurde berücksichtigt, dass Beamte – wegen ihrer Unkündbarkeit, des Anspruchs auf Beihilfe und wegen des späteren Pensionsanspruchs – keine eigenen Beiträge zu Sozialversicherungen leisten.
Praktisch umgesetzt ist die Besoldung als Teil des Alimentationsprinzips im Bundesbesoldungsgesetz für die Beamten und Richter des Bundes sowie Berufssoldaten und Soldaten auf Zeit (§ 1 BBesG) und in den Besoldungsgesetzen der Bundesländer für die Landesbeamten und -richter sowie die Kommunalbeamten, außerdem im Beamtenversorgungsgesetz.
Aus dem Alimentationsprinzip des Grundgesetzes ist der Besoldungsgesetzgeber nicht verpflichtet, regional unterschiedliche Lebenshaltungskosten auszugleichen. Eine derartige Handlungspflicht folgt auch nicht aus dem Leistungsgrundsatz (Art. 33 Abs. 2 GG). Ein Ortszulagensystem der Beamtenbesoldung ist nicht als hergebrachter Grundsatz des Berufsbeamtentums geschützt.

## Alimentationsniveau
Seit Normierung der sogenannten Schuldenbremse (Verbot der Neuverschuldung) in Art. 109 Abs. 3 GG haben sich Klageverfahren von Beamten (Professoren, Soldaten und Richtern) schwerpunktmäßig auf Eigenanteile bei der Beihilfe, auf die Kürzung des Weihnachtsgeldes (Zuwendung), die Streichung des Urlaubsgeldes sowie die Ortszuschläge bei Personen mit mehr als zwei Kindern bezogen.
Es wurden beispielsweise die R1-Bezüge der Jahre 2008 bis 2010 in Sachsen-Anhalt sowie die A 10-Bezüge sächsischer Beamter im Jahr 2011 für verfassungswidrig erklärt.
Als Kriterien für die (Un-)Angemessenheit des verfassungsrechtlich geschuldeten Alimentationsniveaus (Mindestalimentation) kommen nach der Rechtsprechung des Bundesverfassungsgerichts in Betracht:
eine Differenz zwischen der Besoldungsentwicklung und
- den Tarifergebnissen der Angestellten im öffentlichen Dienst,
- der Entwicklung des Nominallohnindex sowie
- der Entwicklung des Verbraucherpreisindex

von mindestens fünf Prozent des Indexwertes der erhöhten Besoldung in den letzten 15 Jahren;
- eine Abschmelzung der Abstände zwischen zwei vergleichbaren Besoldungsgruppen um mindestens zehn Prozent in den zurückliegenden fünf Jahren (systeminterner Besoldungsvergleich); die Nettoalimentation muss in den unteren Besoldungsgruppen um mindestens 15 Prozent über dem sozialhilferechtlichen Existenzminimum liegen;
- das jährliche Bruttoeinkommen einschließlich etwaiger Sonderzahlungen liegt zehn Prozent unter dem Durchschnitt des Bundes und anderer Länder im gleichen Zeitraum

Wenn drei der genannten fünf Kriterien erfüllt sind, besteht eine widerlegliche Vermutung für eine verfassungswidrige Unteralimentation.
Bei der Ermittlung des Nettoeinkommens sind die Kosten einer die Beihilfeleistungen des Dienstherrn ergänzenden Krankheitskosten- und Pflegeversicherung abzuziehen. Umgekehrt wirken sich die finanziellen Auswirkungen von Erhöhungen des Beihilfesatzes oder freier Heilfürsorge aus.
Im März 2007 hat das Bundesverfassungsgericht außerdem den Dreijahreszeitraum nach einer Verleihung eines höheren Amtes mit Blick auf die Höhe der Bezüge im Ruhestand als Verstoß gegen den Grundsatz der Versorgung aus dem letzten Amt für verfassungswidrig erklärt. Es gilt weiterhin ein Höchstzeitraum von zwei Jahren.

## Abstandsgebot
Das Abstandsgebot stellt einen eigenständigen hergebrachten Grundsatz des Berufsbeamtentums dar, der in enger Anbindung zum Alimentationsprinzip und zum Leistungsgrundsatz steht. Das Abstandsgebot untersagt dem Besoldungsgesetzgeber ungeachtet seines weiten Gestaltungsspielraums, den Abstand zwischen verschiedenen Besoldungsgruppen dauerhaft einzuebnen, soweit der Gesetzgeber nicht in dokumentierter Art und Weise von seiner Befugnis zur Neueinschätzung der Ämterwertigkeit und Neustrukturierung des Besoldungsgefüges Gebrauch macht.
Das Abstandsgebot kann etwa infolge unterschiedlich hoher linearer oder zeitlich verzögerter Besoldungsanpassungen verletzt werden, bei denen es zu einer deutlichen Verringerung der Abstände zwischen zwei Besoldungsgruppen kommt. Das Abstandsgebot ist nicht erst dann verletzt, wenn die Abstände ganz oder im Wesentlichen eingeebnet werden. Das wäre mit dem Abstandsgebot als eigenständigem hergebrachten Grundsatz des Berufsbeamtentums unvereinbar. Ein im Rahmen der Gesamtabwägung zu gewichtendes Indiz für eine unzureichende Alimentation liegt vielmehr bereits dann vor, wenn die Abstände um mindestens zehn Prozent in den zurückliegenden fünf Jahren abgeschmolzen wurden. Das Abstandsgebot kann der inhaltsgleichen Übertragung von Tarifabschlüssen auf die Beamtenbesoldung entgegenstehen, sofern etwa durch Mindesterhöhungsbeträge die Abstände zwischen den Besoldungsgruppen dadurch verringert werden würden.
Auch die Gewährung einer Zulage nur für bestimmte Besoldungsgruppen soll das Abstandsgebot zu einer oder mehreren höheren Besoldungsgruppen verletzen können.

## Mindestabstandsgebot
Beim Mindestabstandsgebot handelt es sich, wie beim Abstandsgebot, um einen eigenständigen, aus dem Alimentationsprinzip abgeleiteten Grundsatz. Es besagt, dass bei der Bemessung der Besoldung der qualitative Unterschied zwischen der Grundsicherung, die als staatliche Sozialleistung den Lebensunterhalt von Arbeitsuchenden und ihren Familien sicherstellt, und dem Unterhalt, der erwerbstätigen Beamten und Richtern geschuldet ist, hinreichend deutlich werden muss. Dieser Mindestabstand wird unterschritten, wenn die Nettoalimentation (unter Berücksichtigung der familienbezogenen Bezügebestandteile und des Kindergelds) um weniger als 15 Prozent über dem Grundsicherungsniveau liegt. Ist das Mindestabstandsgebots bei einer niedrigeren Besoldungsgruppe verletzt, erfordert das nicht zwangsläufig eine allgemeine Besoldungserhöhung. Abgesehen von der bloßen Indizwirkung, kommen auch Änderungen des Beihilferechts oder der Familienzuschläge in Betracht.